# Nepalomyia nigricornis
Nepalomyia nigricornis är en tvåvingeart som först beskrevs av Van Duzee 1914.  Nepalomyia nigricornis ingår i släktet Nepalomyia och familjen styltflugor. Inga underarter finns listade i Catalogue of Life.